# 卡奈加特烏帕齊拉
卡奈加特（錫爾赫特語：ꠇꠣꠘꠣꠁꠊꠣꠐ）是孟加拉國的一個烏帕齊拉，位於錫爾赫特專區的錫爾赫特縣。

## 人口
卡奈加特烏帕齊拉共有戶數29568戶。據2001年孟加拉國人口普查，該地共有人口250000人，其中男性佔比50.49%，女性49.51%；成年人口85855人。該地7歲以上人口之平均識字率為62%。該地主要宗教包括伊斯蘭教（95%）、印度教（4.10%）、基督教（0.2%）。